# Jessy Matador

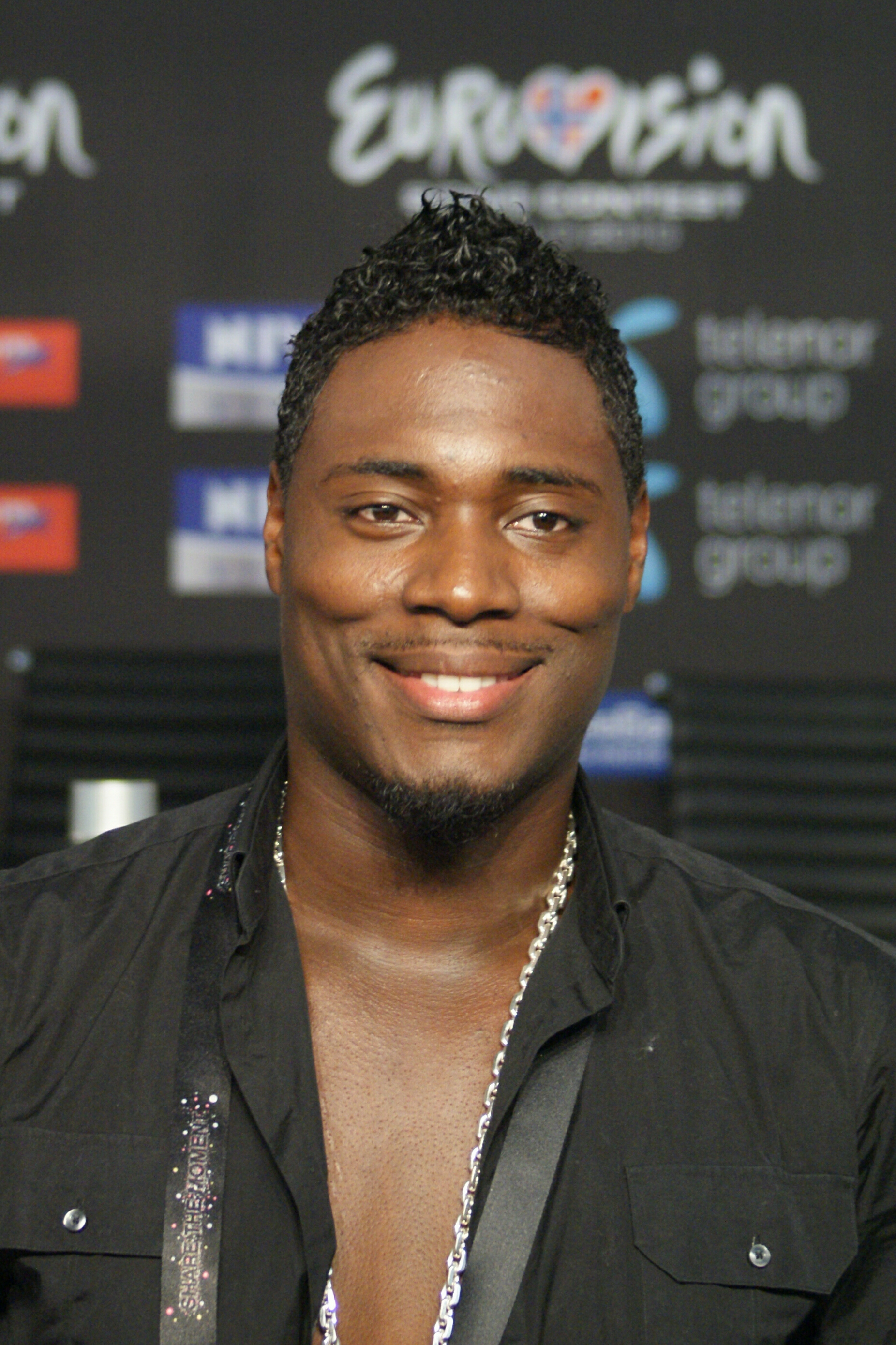
Jessy Matador în Oslo, 28 mai 2010

Jessy Matador (n. 27 octombrie 1982) este un cântăreț din Republica Democrată Congo care acum locuiește în Franța. Și-a început cariera ca dansator în 2001. El a reprezentat Franța la Concursul Muzical Eurovision 2010 cu melodia „Allez! Ola! Olé!”.

## Biografie
Născut în Republica Democrată Congo pe 27 octombrie 1982, Matador a început cariera da de dansator în 2001. Mai târziu a jucat în grupa „Les cœurs brisés” (The Broken Hearts) cu care a făcut un turneu în Statele Unite, Republica Democrată Congo, Marea Britanie, Italia și Canada.

## Discografie

### Albume
| An   | Titlu                                             | Poziții-n concerte | Poziții-n concerte | Poziții-n concerte |
| An   | Titlu                                             | FRA                | FRA (DD)1          | BEL (WA)           |
| ---- | ------------------------------------------------- | ------------------ | ------------------ | ------------------ |
| 2008 | Afrikan New Style - Casă de discuri: Wagram Music | 93                 | -                  | -                  |
| 2010 | Electro Soukouss - Casă de discuri: Wagram Music  | TBA                | TBA                | TBA                |